# Hans Berger
Hans Berger (21. května 1873 Coburg – 1. června 1941 Jena) byl německý neurolog a psychiatr..
Byl vnukem básníka Friedricha Rückerta. Vystudoval Casimirianum v rodném Coburgu a Jenskou univerzitu. Původně se chtěl stát astronomem, ale pak byl raněn při vojenském cvičení a téhož dne dostal od otce telegram, v němž se ptal na jeho zdraví. To v něm vzbudilo víru v existenci telepatie a proto zaměřil svůj odborný zájem na činnost mozku. Po získání diplomu v roce 1897 pracoval na univerzitní klinice v Jeně u Otto Binswangera. Za první světové války byl vojenským psychiatrem a v roce 1919 mu byla udělena profesura. Zabýval se výzkumem lateralizace mozkových funkcí a objevil alfa vlny, které bývají také nazývány „Bergerovy vlny“. V červenci 1924 se stal prvním člověkem, kterému se podařilo sejmout elektroencefalograf.
V letech 1927 až 1928 byl rektorem univerzity v Jeně. Jako jeden z mála jenských profesorů nevstoupil do Národně socialistické německé dělnické strany, ale byl přispívajícím členem Schutzstaffel a podílel se na činnosti Erbgesundheitsgerichtu, rozhodujícího o nucených sterilizacích. V roce 1937 byl přijat do Německé akademie věd Leopoldina a v roce 1938 se stal emeritním profesorem. Trpěl dlouhodobě depresemi a ve věku 68 let spáchal sebevraždu oběšením.
Byla po něm pojmenována planetka (12729) Berger. Německá společnost pro klinickou neurofyziologii (DGKN) udělovala Cenu Hanse Bergera, která však byla kvůli jeho službě nacistickému režimu později přejmenována na Záslužnou medaili DGKN.